# لشکر ۱۱ زرهی (ایالات متحده آمریکا)
لشکر ۱۱ زرهی ایالات متحده آمریکا (انگلیسی: 11th Armored Division) لشکر زرهی نیروی زمینی ایالات متحده آمریکا بود، که در سال ۱۹۴۲ تأسیس شد و در سال ۱۹۴۵ منحل گردید.
لشکر یازدهم زرهی لشکری از ارتش ایالات متحده در جنگ جهانی دوم بود. این لشکر در ۱۵ اوت ۱۹۴۲ در کمپ پولک، لوئیزیانا فعال شد و در ۲۴ ژوئن ۱۹۴۳ برای مانورهای لوئیزیانا منتقل شد. سپس در ۵ سپتامبر ۱۹۴۳ به کمپ بارکلی، تگزاس منتقل شد و از ۲۹ اکتبر ۱۹۴۳ در مانورهای کالیفرنیا شرکت کرد و در ۱۱ فوریه ۱۹۴۴ به کمپ کوک کالیفرنیا رسید. این لشکر از ۱۶ تا ۲۹ سپتامبر ۱۹۴۴ در کمپ کیلمر، نیوجرسی مستقر بود تا اینکه در ۲۹ سپتامبر ۱۹۴۴ از بندر نیویورک حرکت کرد و در ۱۱ اکتبر ۱۹۴۴ به انگلستان رسید.
لشکر یازدهم در ۱۶ دسامبر ۱۹۴۴ در فرانسه پیاده شد، در ۲۹ دسامبر از بلژیک عبور کرد و در ۵ مارس ۱۹۴۵ وارد آلمان شد. لشکر ۱۱ زرهی در اوت ۱۹۴۵ منحل شد.